# Balthazar (prénom)
Pour les articles homonymes, voir Balthazar.
Cette page présente le prénom Balthazar ainsi que ses variantes.
Balthazar est un prénom masculin utilisé en français, en anglais et en néerlandais. La forme « Balthasar » existe en allemand, les formes « Baltazar » et « Baltasar » existent notamment en espagnol.

## Origine
Balthazar vient de l'akkadien Bel-shar-uzur signifiant « Bel protège le roi ».
C'est le nom du roi babylonien Belshazzar ou Balthazar mentionné dans le Livre de Daniel.
C'est aussi le nom communément attribué au roi mage Balthazar par l'Église latine depuis le  VIIIe siècle sur la base de la signification originale bien que l'Évangile selon Matthieu ne le nomme pas et que les Églises catholiques orientales utilisent d'autres noms.

## Popularité
Le prénom Balthazar est un prénom rare seulement 67 garçons ont été recensés en 2020[réf. souhaitée][Où ?].

## Fête

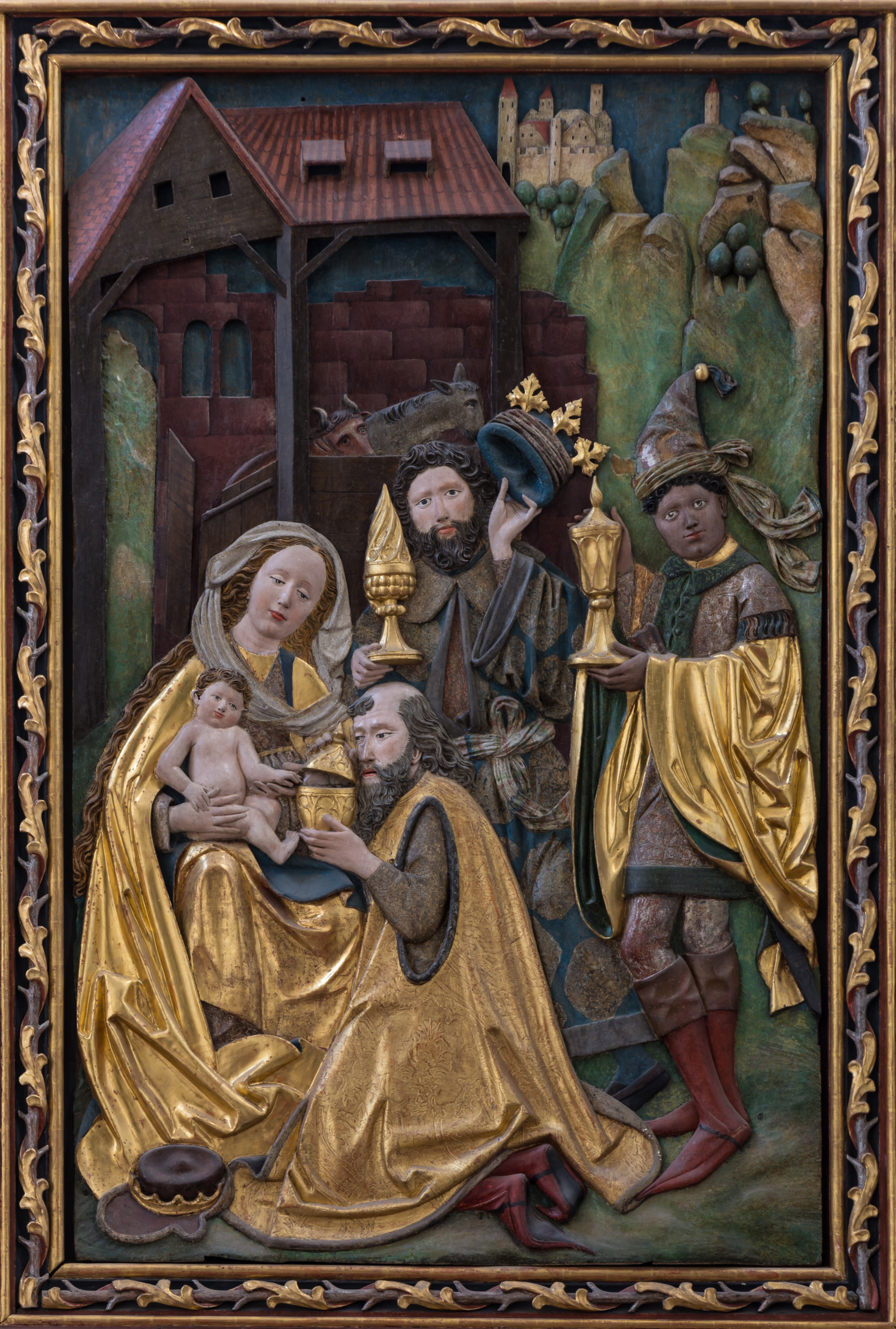
Thème de l'Adoration des mages sur le maître-autel de l'. Autriche, XVe siècle.

Les Balthazar sont fêtés le 6 janvier, jour des Rois mages (Balthazar, Gaspard et Melchior) dans la plupart des pays de tradition catholique, ou le 20 juin en l'honneur de Balthazar de Torres.

## Équivalents
Les équivalents du prénom Balthazar dans d'autres langues sont :
- en anglais : Balthazar
- en allemand : Balthasar
- en espagnol : Baltasar, Baltazar
- en hongrois : Boldizsár
- en italien : Baldassarre
- en néerlandais : Balthazar
- en polonais : Baltazar
- en suédois : Baltsar
- en tchèque : Baltazar

## Personnalités
Pour les articles sur les personnes portant ce prénom, consulter les listes générées automatiquement pour Baldassarre, Baltasar, Baltazar, Balthasar, Balthazar ou  Boldizsár.